# Oral Oncology
Oral Oncology, abgekürzt Oral. Oncol., ist eine wissenschaftliche Fachzeitschrift, die vom Elsevier-Verlag veröffentlicht wird. Die Zeitschrift basiert auf dem 1965 gegründeten European Journal of Cancer. Dort wurde 1992 eine Unterreihe unter dem Titel European Journal of Cancer B, Oral Oncology eingerichtet. Im Jahr 1997 wurde dann der Titel auf Oral Oncology verkürzt. Die Zeitschrift ist das offizielle Publikationsorgan der European Association of Oral Medicine, der International Association of Oral Pathologists und der International Academy of Oral Oncology; sie erscheint mit zwölf Ausgaben im Jahr. Es werden Arbeiten veröffentlicht, die sich mit allen Aspekten von malignen Erkrankungen im Bereich Kopf und Hals beschäftigen.
Der Impact Factor lag im Jahr 2015 bei 4,296. Nach der Statistik des ISI Web of Knowledge wird das Journal mit diesem Impact Factor in der Kategorie Zahnmedizin & Kieferchirurgie an sechster Stelle von 87 Zeitschriften und in der Kategorie Onkologie an 52. Stelle von 213 Zeitschriften geführt.